# فاهم عبدالساده
فاهم عبدالساده (عربی: فاهم عبد السادة؛ زادهٔ ۲۰ دسامبر ۱۹۵۵) دونده سرعت اهل عراق بود.